# Щось закінчується, щось починається (оповідання)
«Щось закі́нчується, щось почина́ється» (пол. Coś się kończy, coś się zaczyna) — оповідання, яке написав Анджей Сапковський на прохання фан-клубу. Прямого стосунку до Саги про Відьмака воно не має. Цей твір не є альтернативною кінцівкою, а лише жарт автора. Сам Сапковський дуже негативно ставився до цього оповідання, говорячи, що, на жаль, товариський жарт зажив власним життям і що апокриф збиває сприйняття циклу в цілому.
Заключний квест у відеогрі «Відьмак» однойменний з цим оповіданням.